# Paepalanthus auyantepuiensis
Paepalanthus auyantepuiensis là một loài thực vật có hoa trong họ Eriocaulaceae. Loài này được Moldenke mô tả khoa học đầu tiên năm 1957.